# Josef Schütz (Politiker)
Josef Schütz (* 23. Juli 1910 in  Bärringen, Böhmen, Österreich-Ungarn; † 17. März 1989) war ein deutscher Kommunist, Diplomat, Politiker sowie leitender Mitarbeiter der Deutschen Volkspolizei und im Ministerium für Nationale Verteidigung der DDR.

## Leben
Schütz, Sohn eines Lederhandschuhmachers und späteren Funktionärs der Kommunistischen Partei der Tschechoslowakei (KPTsch), absolvierte nach dem Besuch der Volks- und Bürgerschule ebenfalls eine Lehre als Lederhandschuhmacher. 1924 trat er dem Kommunistischen Jugendverband der Tschechoslowakei bei. 1931/1932 besuchte er die Internationale Lenin-Schule der Komintern in Moskau. Nach seiner Rückkehr trat er 1932 der KPTsch bei. 1932 wurde er wegen Fahnenflucht aus der Tschechoslowakischen Armee unter Anklage gestellt und war bis 1933 in Eger inhaftiert. Anschließend war er als Funktionär der KPTsch und im Beruf tätig. 1938 wurde er erneut in die Tschechoslowakische Armee einberufen.
Im März 1939 emigrierte er nach Beteiligung am Widerstand gegen die deutsche Besetzung in die Sowjetunion, arbeitete in verschiedenen Betrieben als Fräser und besuchte ab 1943 Spezialschulen der Roten Armee in Ufa und Moskau zur Vorbereitung auf seine Partisanentätigkeit. 1944 nahm er am Slowakischen Nationalaufstand teil und war nach der Niederwerfung des Aufstandes Politkommissar einer Partisaneneinheit.
1945/1946 war er kurzzeitig Bezirksbürgermeister in Abertham und Schönlind (Tschechoslowakei), anschließend übersiedelte er in die SBZ, dort Aufnahme in die SED. Seit November 1946 Angehöriger der Deutschen Volkspolizei, war er zunächst als VP-Kommissar Polizeipräsident in Merseburg, dann von 1947 bis 1949 als Chefinspekteur Leiter der Hauptabteilung Grenzpolizei in der Deutschen Verwaltung des Innern.

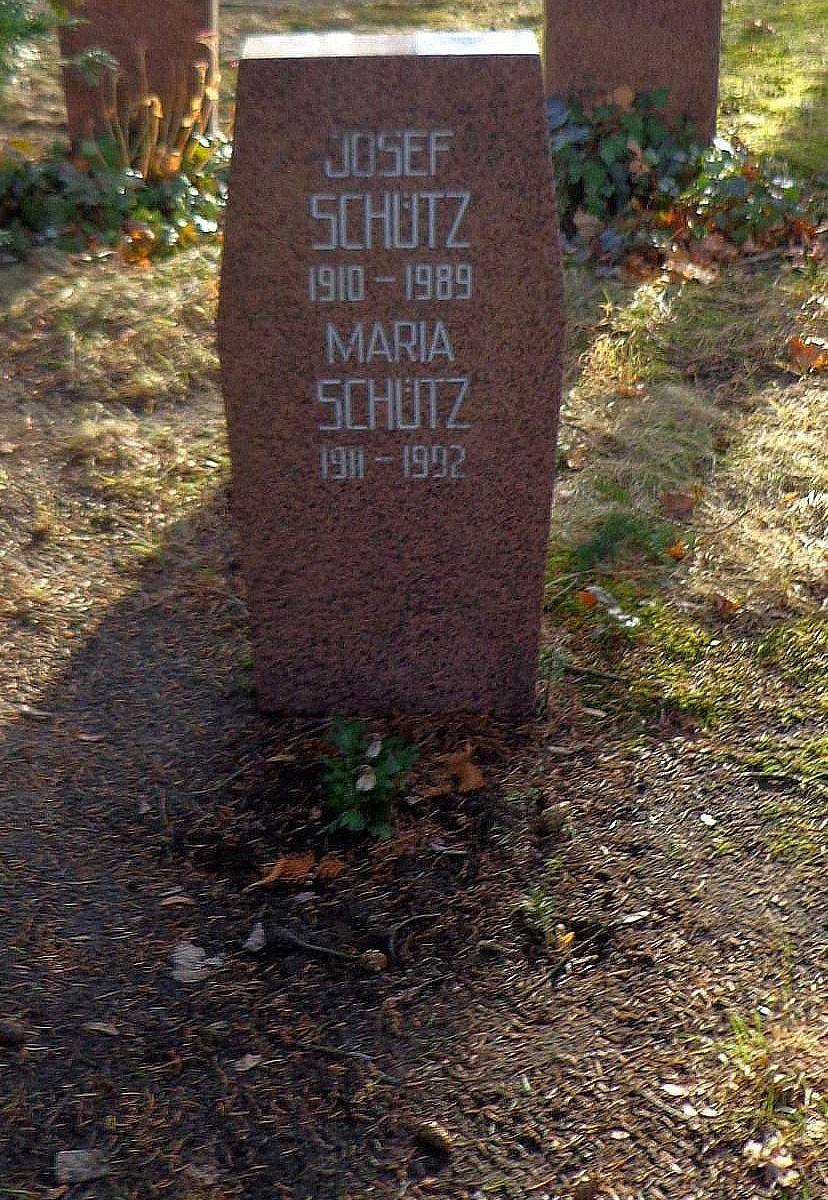
Grabstätte

Von 1949 bis 1956 war er Leiter der Konsularabteilung der Diplomatischen Mission bzw. der Botschaft der DDR in Moskau. Von 1956 bis 1959 leitete er die Abteilung für Internationale Verbindungen im Ministerium für Nationale Verteidigung der DDR. 1959/1960 besuchte er als Offiziershörer die Militärakademie „Friedrich Engels“ in Dresden und war anschließend wieder bis zu seinem Eintritt in den Ruhestand 1971 Leiter der Abteilung für Internationale Verbindungen im Ministerium für Nationale Verteidigung. Anschließend wirkte er als Mitglied der Zentralleitung des Komitees der Antifaschistischen Widerstandskämpfer der DDR. Am 14. Juli 1979 wurde er zum Generalmajor der NVA ernannt. Er lebte zuletzt als Veteran in Berlin-Karlshorst und verstarb an den Folgen eines Verkehrsunfalls.
Josef Schütz ist in der Grabanlage „Pergolenweg“ des Zentralfriedhofs Friedrichsfelde in Berlin-Lichtenberg beigesetzt.

## Auszeichnungen
- Vaterländischer Verdienstorden in Bronze (1955), in Silber (1960) und in Gold (1975)
- Dukla-Medaille der ČSSR (1961)
- Orden „Banner der Arbeit“ (1970)
- Medaille „30. Jahrestag des Sieges im Großen Vaterländischen Krieg 1941–1945“ (1975)
- Karl-Marx-Orden (1980)
- Ehrenspange zum Vaterländischen Verdienstorden in Gold (1985)
- Medaille „40. Jahrestag des Sieges im Großen Vaterländischen Krieg 1941–1945“ (1985)[3]